# Manufaktura

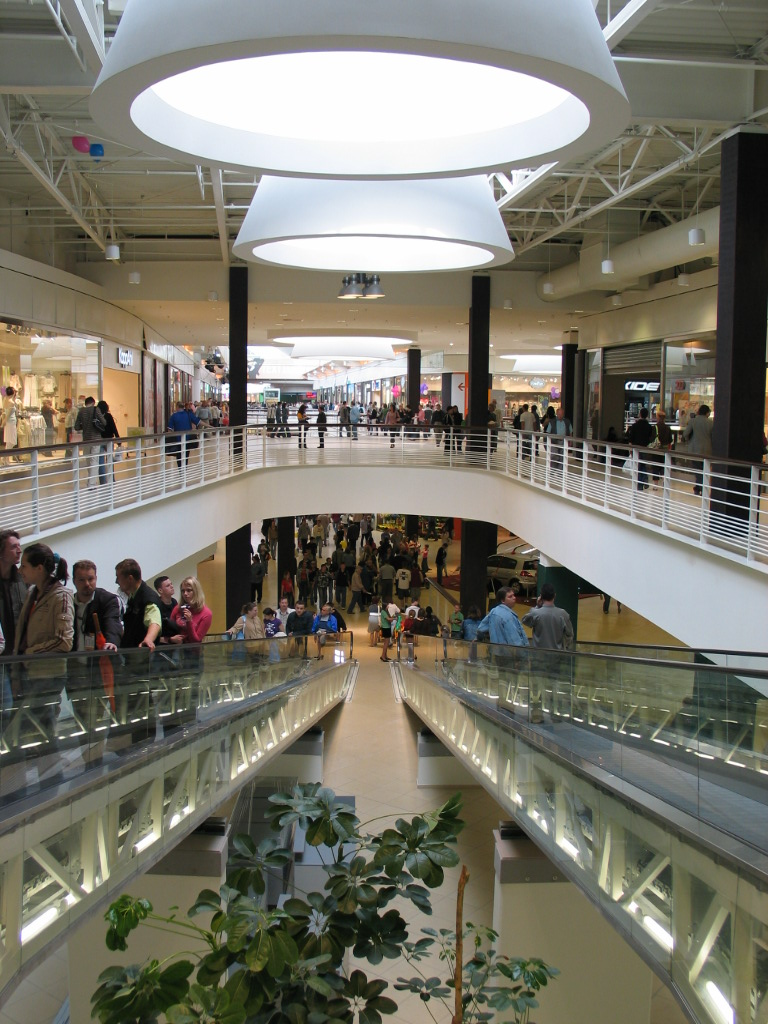
La galleria commerciale

Manufaktura è un centro commerciale, culturale, di servizio e di intrattenimento situato nel centro di Łódź in Polonia. È stato aperto il 17 maggio 2006. È il più grande complesso del suo genere in Polonia e uno dei più importanti in Europa.

## La struttura

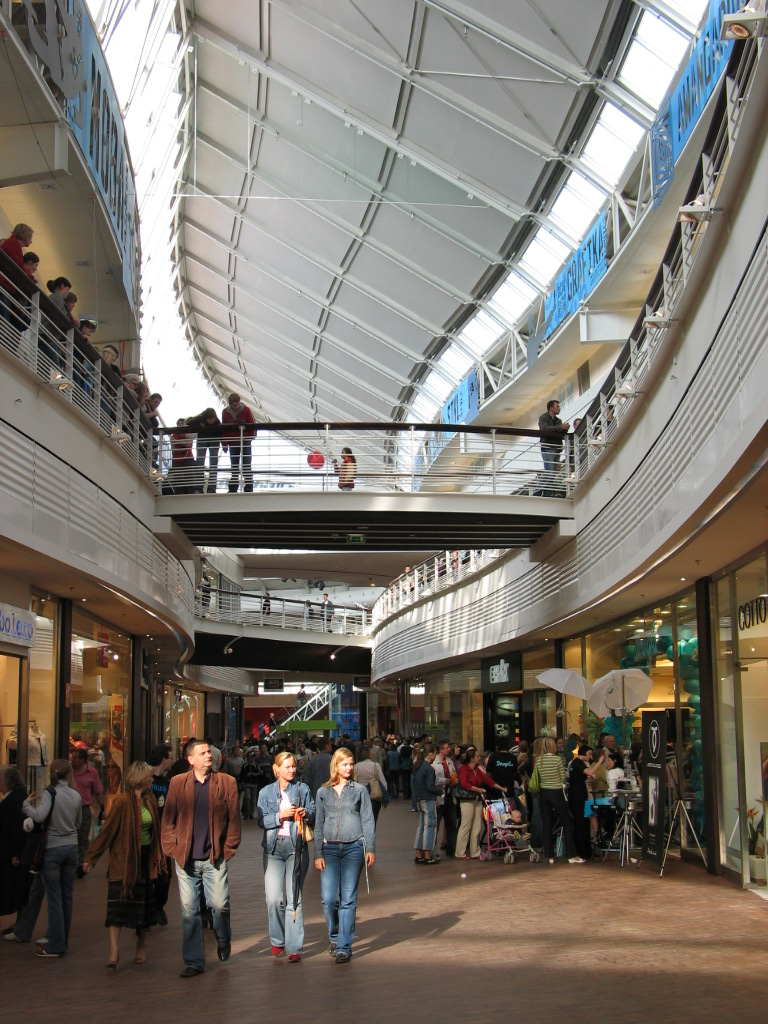
La galleria commerciale

Si estende su una superficie di oltre 27 ettari dentro ai quali ci sono più di 300 negozi, due supermercati, un cinema, decine di bar e ristoranti, un grande albergo, impianti sportivi, quattro musei, un centro internazionale della moda e promozione e molti uffici. Dei 27 ettari occupati dal centro, 9 sono occupati dai locali ristrutturati della ex fabbrica tessile Izrael Poznański (monumento nazionale) e 9,5 ettari sono costituiti da nuovi edifici.
Il centro è composto da:
- Alcune aree intrattenimento tra cui un cinema di 15 sale (tra cui una sala 3D), un centro fitness, uno skate park, un'arena di pattinaggio;
- Alcune aree culturali che comprendono un museo di arte moderna, un museo per bambini di scienza e ricerca, il museo storico della città di Łódź e un centro internazionale per la promozione della moda;
- 60 bar e ristoranti;
- 306 negozi (tra cui due ipermercati);
- uffici;
- Una piazza centrale di tre ettari;
- Hotel 4 stelle di 278 tra camere e suite;
- 3 500 posti auto.

## Palazzo di Izrael K. Poznański
Nell'angolo a sud est dell'isolato occupato da Manufaktura sorge la residenza di Izrael Poznański, la più grande dimora di un capitano d'industria in Polonia, che oggi ospita il museo della città di Łódź (Muzeum Miasta Łódźi). L'edificio è costruito usando elementi di stili diversi: neogotico, neorinascimentale e neo barocco. Al piano inferiore vi sono mostre temporanee di arte moderna e fotografia, mentre ai piani superiori vi sono stanze con arredi d'epoca, infissi intagliati, vetrate artistiche e stucchi. Alcuni locali contengono materiale riguardante la storia della città. Vi sono anche alcuni oggetti appartenuti a Artur Rubinstein, celebre pianista noto per le sue esecuzioni chopiniane, nato a Łódź.

## Museo ms2
Nel lato sud dell'isolato occupato da Manufaktura, sorge il museo di arte ms2 che possiede una ricca collezione di opere d'arte del XX e XXI secolo. È parte dell'istituzione Muzeum Sztuki che gestisce anche lo spazio ms1 in un altro edificio storico della città. La collezione del museo ms2 fu iniziata nel 1920 da artisti locali. Tra gli autori rappresentati vi sono Marc Chagall, Piet Mondrian, Max Ernst e Fernand Léger ed inoltre artisti astratti polacchi del periodo tra le due guerre come Władysław Strzemiński, Henryk Stażewski e Katarzyna Kobro.